# The Pinkprint
The Pinkprint là album phòng thu thứ ba của rapper người Trinidad và Tobago Nicki Minaj, phát hành ngày 15 tháng 12 năm 2014 bởi Cash Money Records, Young Money Entertainment và Republic Records. Sau khi kết hợp với thể loại dance-pop trong album trước Pink Friday: Roman Reloaded (2012), Minaj muốn tập trung trở lại với gốc gác hip hop quen thuộc của cô để "nuôi dưỡng những người hâm mộ rap cốt lõi". Tiêu đề của album được lấy cảm hứng từ tác phẩm đột phá của Jay-Z The Blueprint (2001), qua đó thể hiện tham vọng của nữ rapper trong việc tạo nên nguồn cảm hứng cho thế hệ đồng nghiệp tiếp theo, tương tự những gì đĩa nhạc của Jay-Z từng đạt được. Đóng vai trò điều hành sản xuất của dự án với Birdman, Lil Wayne và Ronald Williams, Minaj hợp tác với nhiều nhà sản xuất khác nhau, bao gồm Boi-1da, Hit-Boy, Dr. Luke, Cirkut, Metro Boomin và Mike Will Made It. Nội dung ca từ của The Pinkprint đề cập đến những chủ đề về gia đình, sự mất mát, cái chết và cuộc đấu tranh của cô với tội lỗi.
The Pinkprint có sự tham gia góp giọng của một loạt nghệ sĩ nổi bật, như Ariana Grande, Beyoncé, Drake, Lil Wayne, Chris Brown, Jeremih, Meek Mill, LunchMoney Lewis, Jessie Ware và Skylar Grey. Sau khi phát hành, album nhận được những phản ứng tích cực từ các nhà phê bình âm nhạc, trong đó họ đánh giá khâu sản xuất tổng thể và lời bài hát đậm tính cá nhân của cô. Ngoài ra, đĩa nhạc cũng giúp cô nhận được bốn đề cử giải Grammy trong hai năm liên tiếp, bao gồm Album Rap xuất sắc nhất tại lễ trao giải thường niên lần thứ 58. The Pinkprint cũng gặt hái những thành công đáng kể về mặt thương mại khi lọt vào top 20 ở nhiều quốc gia, bao gồm những thị trường lớn như Úc, Canada, Na Uy và Thụy Điển. Album ra mắt ở vị trí thứ hai trên bảng xếp hạng Billboard 200 tại Hoa Kỳ với 244,000 đơn vị album tương đương và trụ vững ở ngôi vị á quân trong ba tuần liên tiếp, trở thành album thứ ba của Minaj vươn đến top 10 và sau đó được chứng nhận hai đĩa Bạch kim bởi Hiệp hội Công nghiệp Ghi âm Hoa Kỳ (RIAA).
Bảy đĩa đơn đã được phát hành từ The Pinkprint. "Pills n Potions" được chọn làm đĩa đơn mở đường và lọt vào top 40 ở một số quốc gia, đồng thời đạt vị trí thứ 24 trên bảng xếp hạng Billboard Hot 100. Đĩa đơn tiếp theo "Anaconda" gặt hái nhiều thành công ở những thị trường lớn, cũng như phá vỡ kỷ lục về lượt xem trong 24 giờ trên Vevo. "Only" và "Truffle Butter" đều vươn đến top 20 tại Hoa Kỳ, và lần lượt được đề cử giải Grammy cho Hợp tác rap/hát xuất sắc nhất và Trình diễn Rap xuất sắc nhất. Những đĩa đơn còn lại như "Bed of Lies", "The Night Is Still Young" và "Trini Dem Girls" chỉ được phát hành giới hạn hoặc đạt thứ hạng thấp trên toàn cầu. Để quảng bá album, Minaj trình diễn trên nhiều chương trình truyền hình và lễ trao giải lớn, như The Ellen DeGeneres Show, Today, Saturday Night Live, The Tonight Show Starring Jimmy Fallon, giải thưởng Âm nhạc Mỹ năm 2014 và giải Video âm nhạc của MTV năm 2014, cũng như thực hiện chuyến lưu diễn The Pinkprint Tour (2015-16) với 55 đêm diễn và đi qua bốn châu lục.

## Danh sách bài hát
| The Pinkprint — Phiên bản tiêu chuẩn | The Pinkprint — Phiên bản tiêu chuẩn                 | The Pinkprint — Phiên bản tiêu chuẩn                                                               | The Pinkprint — Phiên bản tiêu chuẩn                                       | The Pinkprint — Phiên bản tiêu chuẩn |
| STT                                  | Nhan đề                                              | Sáng tác                                                                                           | Sản xuất                                                                   | Thời lượng                           |
| ------------------------------------ | ---------------------------------------------------- | -------------------------------------------------------------------------------------------------- | -------------------------------------------------------------------------- | ------------------------------------ |
| 1.                                   | "All Things Go"                                      | Onika Maraj Matthew Samuels Ester Dean Anderson Hernandez Allen Ritter                             | Boi-1da Vinylz Ritter [a]                                                  | 4:53                                 |
| 2.                                   | "I Lied"                                             | Maraj Michael Williams Marcus Bell Dean                                                            | Mike Will Made It Skooly [a]                                               | 5:04                                 |
| 3.                                   | "The Crying Game" (hợp tác với Jessie Ware)          | Maraj Andrew "Pop" Wansel Warren "Oak" Felder Jessie Ware Steve Mostyn                             | Pop Wansel Oak Felder                                                      | 4:25                                 |
| 4.                                   | "Get on Your Knees" (hợp tác với Ariana Grande)      | Maraj Katy Perry Chloe Angelides Lukasz Gottwald Sarah Hudson Jacob Kasher Hindlin Henry Walter    | Dr. Luke Cirkut                                                            | 3:36                                 |
| 5.                                   | "Feeling Myself" (hợp tác với Beyoncé)               | Maraj Beyoncé Knowles Solana Rowe Chauncey Hollis                                                  | Hit-Boy Beyoncé [b]                                                        | 3:57                                 |
| 6.                                   | "Only" (hợp tác với Drake, Lil Wayne và Chris Brown) | Maraj Aubrey Graham Dwayne Carter, Jr. Gottwald Walter Jeremy Coleman Theron Thomas Timothy Thomas | Dr. Luke Cirkut JMIKE                                                      | 5:12                                 |
| 7.                                   | "Want Some More" (hợp tác với Jeremih)               | Maraj Jeremih Felton Xavier Dotson Christian Ward Leland Wayne                                     | Zaytoven Hitmaka Metro Boomin Minaj [a]                                    | 3:49                                 |
| 8.                                   | "Four Door Aventador"                                | Maraj Ame Asabe Ighile Parker Ighile                                                               | Parker                                                                     | 3:02                                 |
| 9.                                   | "Favorite" (hợp tác với Jeremih)                     | Maraj Robert Williams Felton Darhyl "Hey DJ" Camper Rob Holladay Ward                              | Camper Minaj [a] Holladay [a]                                              | 4:02                                 |
| 10.                                  | "Buy a Heart" (hợp tác với Meek Mill)                | Maraj R. Williams Graham Ward Alicia Keys Armond Redmen                                            | Arch Tha Boss Hitmaka                                                      | 4:15                                 |
| 11.                                  | "Trini Dem Girls" (hợp tác với LunchMoney Lewis)     | Maraj Coleman Gottwald Hindlin Gamal Lewis Theron Thomas Alexander Castillo Vasquez Walter         | Dr. Luke Cirkut A.C JMIKE                                                  | 3:14                                 |
| 12.                                  | "Anaconda"                                           | Maraj Jamal Jones Jonathan Solone-Myvett Ernest Clark Marcos Palacios Anthony Ray Ralph Thane      | Polow da Don AnonXmous Da Internz [a] DJ Spydr                             | 4:20                                 |
| 13.                                  | "The Night Is Still Young"                           | Maraj Dean Gottwald Theron Thomas Walter                                                           | Dr. Luke Cirkut                                                            | 3:47                                 |
| 14.                                  | "Pills n Potions"                                    | Maraj Dean Gottwald Walter                                                                         | Dr. Luke Cirkut                                                            | 4:27                                 |
| 15.                                  | "Bed of Lies" (hợp tác với Skylar Grey)              | Maraj Holly Haffermann Daniel Johnson Coleman Breyan Isaac Vinay Vyas Justin Davey Alexander Grant | Kane Beatz JMIKE Alex da Kid [a] Isaac [a] T.O.D.A.Y. [a]                  | 4:29                                 |
| 16.                                  | "Grand Piano"                                        | Maraj Johnson Dean William Adams Keith Harris Peter Lord                                           | will.i.am Harris Kane Beatz Minaj [a] T.O.D.A.Y. [a] The Mad Violinist [a] | 4:19                                 |
| Tổng thời lượng:                     | Tổng thời lượng:                                     | Tổng thời lượng:                                                                                   | Tổng thời lượng:                                                           | 66:51                                |

| The Pinkprint — Phiên bản trên iTunes Store (bản nhạc bổ sung) | The Pinkprint — Phiên bản trên iTunes Store (bản nhạc bổ sung) | The Pinkprint — Phiên bản trên iTunes Store (bản nhạc bổ sung) | The Pinkprint — Phiên bản trên iTunes Store (bản nhạc bổ sung) | The Pinkprint — Phiên bản trên iTunes Store (bản nhạc bổ sung) |
| STT                                                            | Nhan đề                                                        | Sáng tác                                                       | Sản xuất                                                       | Thời lượng                                                     |
| -------------------------------------------------------------- | -------------------------------------------------------------- | -------------------------------------------------------------- | -------------------------------------------------------------- | -------------------------------------------------------------- |
| 17.                                                            | "Truffle Butter" (hợp tác với Drake và Lil Wayne)              | Maraj Graham Carter, Jr. Paul Jefferies Maya Coles             | Nineteen85                                                     | 3:39                                                           |
| Tổng thời lượng:                                               | Tổng thời lượng:                                               | Tổng thời lượng:                                               | Tổng thời lượng:                                               | 70:30                                                          |

| The Pinkprint — Phiên bản cao cấp | The Pinkprint — Phiên bản cao cấp   | The Pinkprint — Phiên bản cao cấp                                              | The Pinkprint — Phiên bản cao cấp | The Pinkprint — Phiên bản cao cấp |
| STT                               | Nhan đề                             | Sáng tác                                                                       | Sản xuất                          | Thời lượng                        |
| --------------------------------- | ----------------------------------- | ------------------------------------------------------------------------------ | --------------------------------- | --------------------------------- |
| 17.                               | "Big Daddy" (hợp tác với Meek Mill) | Maraj R. Williams Ronald LaTour Johnny Juliano Daveon Jackson Brock Korsan     | Cardo Juliano [a] YeX [a]         | 3:25                              |
| 18.                               | "Shanghai"                          | Maraj Robert V Sample Steven Nathaniel Pugh Irvin Whitlow Deshawn Kennedy Ward | Chinza//Fly Minaj [a]             | 3:39                              |
| 19.                               | "Win Again"                         | Maraj Shama "Sak Pase" Joseph Lasanna Harris                                   | Joseph                            | 4:10                              |
| Tổng thời lượng:                  | Tổng thời lượng:                    | Tổng thời lượng:                                                               | Tổng thời lượng:                  | 77:59                             |

| The Pinkprint — Phiên bản tại Nhật Bản (bản nhạc bổ sung) | The Pinkprint — Phiên bản tại Nhật Bản (bản nhạc bổ sung) | The Pinkprint — Phiên bản tại Nhật Bản (bản nhạc bổ sung) | The Pinkprint — Phiên bản tại Nhật Bản (bản nhạc bổ sung) | The Pinkprint — Phiên bản tại Nhật Bản (bản nhạc bổ sung) |
| STT                                                       | Nhan đề                                                   | Sáng tác                                                  | Sản xuất                                                  | Thời lượng                                                |
| --------------------------------------------------------- | --------------------------------------------------------- | --------------------------------------------------------- | --------------------------------------------------------- | --------------------------------------------------------- |
| 20.                                                       | "Wamables"                                                | Maraj Proctor Diaz Soko Fisher Francisco Ramirez          | The Order Detail [a]                                      | 3:13                                                      |
| Tổng thời lượng:                                          | Tổng thời lượng:                                          | Tổng thời lượng:                                          | Tổng thời lượng:                                          | 81:12                                                     |

| The Pinkprint — Phiên bản cao cấp trên iTunes Store năm 2015 (nội dung kèm theo) | The Pinkprint — Phiên bản cao cấp trên iTunes Store năm 2015 (nội dung kèm theo) | The Pinkprint — Phiên bản cao cấp trên iTunes Store năm 2015 (nội dung kèm theo) | The Pinkprint — Phiên bản cao cấp trên iTunes Store năm 2015 (nội dung kèm theo) | The Pinkprint — Phiên bản cao cấp trên iTunes Store năm 2015 (nội dung kèm theo) |
| STT                                                                              | Nhan đề                                                                          | Sáng tác                                                                         | Sản xuất                                                                         | Thời lượng                                                                       |
| -------------------------------------------------------------------------------- | -------------------------------------------------------------------------------- | -------------------------------------------------------------------------------- | -------------------------------------------------------------------------------- | -------------------------------------------------------------------------------- |
| 20.                                                                              | "Truffle Butter" (hợp tác với Drake và Lil Wayne)                                | Maraj Graham Carter, Jr. Jefferies Coles                                         | Nineteen85                                                                       | 3:39                                                                             |
| 21.                                                                              | "YMCMB & Beats By Dre Presents: The Pinkprint Movie"                             |                                                                                  |                                                                                  | 16:14                                                                            |
| Tổng thời lượng:                                                                 | Tổng thời lượng:                                                                 | Tổng thời lượng:                                                                 | Tổng thời lượng:                                                                 | 97:52                                                                            |

| The Pinkprint — Phiên bản trên Target và cao cấp quốc tế (bản nhạc bổ sung) | The Pinkprint — Phiên bản trên Target và cao cấp quốc tế (bản nhạc bổ sung) | The Pinkprint — Phiên bản trên Target và cao cấp quốc tế (bản nhạc bổ sung) | The Pinkprint — Phiên bản trên Target và cao cấp quốc tế (bản nhạc bổ sung) | The Pinkprint — Phiên bản trên Target và cao cấp quốc tế (bản nhạc bổ sung) |
| STT                                                                         | Nhan đề                                                                     | Sáng tác                                                                    | Sản xuất                                                                    | Thời lượng                                                                  |
| --------------------------------------------------------------------------- | --------------------------------------------------------------------------- | --------------------------------------------------------------------------- | --------------------------------------------------------------------------- | --------------------------------------------------------------------------- |
| 20.                                                                         | "Mona Lisa"                                                                 | Maraj Noel Fisher Andre Proctor                                             | Detail                                                                      | 3:28                                                                        |
| 21.                                                                         | "Put You in a Room"                                                         | Maraj Proctor Rasool Diaz Brian Soko Fisher                                 | The Order Detail [a]                                                        | 2:59                                                                        |
| Tổng thời lượng:                                                            | Tổng thời lượng:                                                            | Tổng thời lượng:                                                            | Tổng thời lượng:                                                            | 79:18                                                                       |

| The Pinkprint — Phiên bản cao cấp nhạc số năm 2017 (bản nhạc bổ sung) | The Pinkprint — Phiên bản cao cấp nhạc số năm 2017 (bản nhạc bổ sung) | The Pinkprint — Phiên bản cao cấp nhạc số năm 2017 (bản nhạc bổ sung) | The Pinkprint — Phiên bản cao cấp nhạc số năm 2017 (bản nhạc bổ sung) | The Pinkprint — Phiên bản cao cấp nhạc số năm 2017 (bản nhạc bổ sung) |
| STT                                                                   | Nhan đề                                                               | Sáng tác                                                              | Sản xuất                                                              | Thời lượng                                                            |
| --------------------------------------------------------------------- | --------------------------------------------------------------------- | --------------------------------------------------------------------- | --------------------------------------------------------------------- | --------------------------------------------------------------------- |
| 20.                                                                   | "Truffle Butter" (hợp tác với Drake và Lil Wayne)                     | Maraj Graham Carter, Jr. Jefferies Coles                              | Nineteen85                                                            | 3:39                                                                  |
| 21.                                                                   | "Mona Lisa"                                                           | Maraj Noel Fisher Andre Proctor                                       | Detail                                                                | 3:28                                                                  |
| 22.                                                                   | "Put You in a Room"                                                   | Maraj Proctor Rasool Diaz Brian Soko Fisher                           | The Order Detail [a]                                                  | 2:59                                                                  |
| 23.                                                                   | "Wamables"                                                            | Maraj Proctor Diaz Soko Fisher Ramirez                                | The Order Detail [a]                                                  | 3:13                                                                  |
| Tổng thời lượng:                                                      | Tổng thời lượng:                                                      | Tổng thời lượng:                                                      | Tổng thời lượng:                                                      | 91:00                                                                 |

| The Pinkprint — Phiên bản kỷ niệm 10 năm (bản nhạc bổ sung) | The Pinkprint — Phiên bản kỷ niệm 10 năm (bản nhạc bổ sung) | The Pinkprint — Phiên bản kỷ niệm 10 năm (bản nhạc bổ sung)                                            | The Pinkprint — Phiên bản kỷ niệm 10 năm (bản nhạc bổ sung) | The Pinkprint — Phiên bản kỷ niệm 10 năm (bản nhạc bổ sung) |
| STT                                                         | Nhan đề                                                     | Sáng tác                                                                                               | Sản xuất                                                    | Thời lượng                                                  |
| ----------------------------------------------------------- | ----------------------------------------------------------- | --- | ----------------------------------------------------------- | ----------------------------------------------------------- |
| 24.                                                         | "Turn Yo Cap Back (Cap Backwards)" (hợp tác với Swae Lee)   | Maraj Khalif Brown Bach Hoang Nguyentran Jagvir Aujla                                                  | Jaegen FrancisGotHeat                                       | 3:01                                                        |
| 25.                                                         | "If It's Okay" (hợp tác với David Guetta và Davido)         | Maraj Boaz De Jong Brittany Talia Hazzard David Adeleke David Guetta Giorgio Tuinfort Oliver Jessy Eze | Guetta Tuinfort Boaz van de Beatz                           | 3:44                                                        |
| 26.                                                         | "Arctic Tundra" (hợp tác với Juice Wrld)                    | Maraj Bryan Simmons Dylan Cleary-Krell Filip Gezin Jarad Higgins Max Lord                              | Dez Wright Gezin TM88                                       | 4:29                                                        |
| 27.                                                         | "Remember Me" (hợp tác với Parker Ighile)                   | Maraj Dion Wardle Ighile                                                                               | Parker                                                      | 2:56                                                        |

Ghi chú
- ^[a]  nghĩa là đồng sản xuất
- ^[b]  nghĩa là sản xuất giọng hát bổ sung
- "Want Some More" có sự góp giọng bổ sung của Jeremih.
- "Shanghai" có sự góp giọng bổ sung của Yung Berg.

Ghi chú nhạc mẫu
- "Buy a Heart" có chứa một đoạn của "Stay" thể hiện bởi Henry Krinkle và "Un-Thinkable (I'm Ready)" thể hiện bởi Alicia Keys.
- "Anaconda" chứa đoạn nhạc mẫu "Baby Got Back" thể hiện bởi Sir Mix-a-Lot.
- "Grand Piano" sử dụng nội dung từ "Rush Rush", sáng tác bới Peter Lord và thể hiện bởi Paula Abdul.
- "Truffle Butter" chứa đoạn nhạc mẫu "What They Say" thể hiện bởi Maya Jane Coles.
- Một số bản sao vật lý đầu tiên của album không ghi rõ phần góp giọng của Jessie Ware "The Crying Game" do lỗi in ấn.[11]
- Để có thể chứa tất cả những bản nhạc trong một đĩa, những bản vật lý của phiên bản cao cấp tại Nhật Bản và quốc tế có nhiều bản nhạc được chỉnh sửa ngắn hơn.[12][13]

## Xếp hạng
| Bảng xếp hạng (2014–2015)                | Vị trí cao nhất |
| ---------------------------------------- | --------------- |
| Album Úc (ARIA)                          | 19              |
| Album Úc Urban (ARIA)                    | 2               |
| Album Bỉ (Ultratop Vlaanderen)           | 46              |
| Album Bỉ (Ultratop Wallonie)             | 87              |
| Album Canada (Billboard)                 | 6               |
| Album Croatia (HDU)                      | 11              |
| Album Đan Mạch (Hitlisten)               | 21              |
| Album Hà Lan (Album Top 100)             | 32              |
| Album Pháp (SNEP)                        | 70              |
| Album Phần Lan (Suomen virallinen lista) | 18              |
| Album Đức (Offizielle Top 100)           | 69              |
| Album Hy Lạp (IFPI)                      | 16              |
| Album Ireland (IRMA)                     | 31              |
| Album Ý (FIMI)                           | 100             |
| Album Nhật Bản (Oricon)                  | 43              |
| Album New Zealand (RMNZ)                 | 21              |
| Album Na Uy (VG-lista)                   | 3               |
| Album Scotland (OCC)                     | 27              |
| Album Hàn Quốc (Circle)                  | 77              |
| Album Tây Ban Nha (PROMUSICAE)           | 76              |
| Album Thụy Điển (Sverigetopplistan)      | 9               |
| Album Thụy Sĩ (Schweizer Hitparade)      | 39              |
| Album Anh Quốc (OCC)                     | 22              |
| UK R&B Albums (OCC)                      | 1               |
| Album Hoa Kỳ Billboard 200               | 2               |
| Album Hoa Kỳ Top R&B/Hip-Hop (Billboard) | 1               |

| Bảng xếp hạng (2014)                      | Vị trí |
| ----------------------------------------- | ------ |
| Album Úc Urban (ARIA)                     | 24     |
| Bảng xếp hạng (2015)                      | Vị trí |
| Album Úc Urban (ARIA)                     | 19     |
| Album Canada (Billboard)                  | 41     |
| Album Thụy Điển (Sverigetopplistan)       | 37     |
| Hoa Kỳ Billboard 200                      | 7      |
| Hoa Kỳ Top R&B/Hip-Hop Albums (Billboard) | 4      |
| Bảng xếp hạng (2016)                      | Vị trí |
| Hoa Kỳ Billboard 200                      | 94     |

| Bảng xếp hạng (2010–2019) | Vị trí |
| ------------------------- | ------ |
| Hoa Kỳ Billboard 200      | 124    |

## Chứng nhận
| Quốc gia                                                    | Chứng nhận  | Số đơn vị/doanh số chứng nhận |
| ----------------------------------------------------------- | ----------- | ----------------------------- |
| Úc (ARIA)                                                   | Bạch kim    | 70.000‡                       |
| Canada (Music Canada)                                       | 2× Bạch kim | 160.000‡                      |
| Đan Mạch (IFPI Đan Mạch)                                    | Bạch kim    | 20.000‡                       |
| New Zealand (RMNZ)                                          | 2× Bạch kim | 30.000‡                       |
| Ba Lan (ZPAV)                                               | Vàng        | 10.000‡                       |
| Thụy Điển (GLF)                                             | Vàng        | 20.000‡                       |
| Anh Quốc (BPI)                                              | Bạch kim    | 300.000‡                      |
| Hoa Kỳ (RIAA)                                               | 2× Bạch kim | 682,000                       |
| ‡ Chứng nhận dựa theo doanh số tiêu thụ và phát trực tuyến. |             |                               |

## Lịch sử phát hành
| Khu vực        | Ngày              | Định dạng      | Hãng đĩa                        | Chú thích |
| -------------- | ----------------- | -------------- | ------------------------------- | --------- |
| Đức            | 12 tháng 12, 2014 | CD tải nhạc số | Young Money Cash Money Republic | [ 57 ]    |
| Vương quốc Anh | 15 tháng 12, 2014 | CD tải nhạc số | Young Money Cash Money Republic | [ 58 ]    |
| Hoa Kỳ         | 15 tháng 12, 2014 | CD tải nhạc số | Young Money Cash Money Republic | [ 59 ]    |
| Nhật Bản       | 24 tháng 12, 2014 | CD             | Universal Music Japan           | [ 60 ]    |
| Nhiêu          | 22 tháng 11, 2024 | LP             | Republic                        | [ 61 ]    |